# Равич-Черкаський Мойсей Юхимович
Равич-Черкаський Мойсей Юхимович, псевдонім Рабинович (*1884 — після 1936) — український комуністичний діяч єврейського походження. Член «Бунду», 1917 року перейшов до більшовиків і став одним з засновників КП(б)У, в якій належав до крила прибічників Олександра Шумського.

## Біографія
Народився в Черкасах у єврейській родині (за іншими даними народився на Єлисаветградщині Херсонської губернії (тепер Кіровоградська область)).
Учасник революційного руху в Україні. Був учителем, працював у політичних партіях та організаціях у Черкасах Київської губернії, Ніжині Чернігівської губернії, Катеринославі.
Був членом «Бунду», анархістом. З 1917 року член РСДРП, більшовик. Коли у квітні 1917 року в Катеринославі стала виходити більшовицька газета «Звезда», М. Равич-Черкаський став її активним автором і неофіційним редактором. «…я прийшов до „Звезды“ восени (1917 року) спершу як постачальник статей, а потім вже до січня 1918 року як близький співробітник газети,. - згадував він 1927 року, під час 10-річчя газети „Звезда“. — Редактором у цей час була Серафима Іллівна Гопнер. Вічно зайнята, безкінечно виступаючи на мітингах з доповідями, вона не могла залишатися довго в редакції. Вона прибігала, готувала статтю і бігла далі. Взагалі роль агітатора була їй більше до душі, аніж роль редактора. Змушена не лише писати статті, але й правити матеріали — робота надзвичайно нудна — вона тяжилася нею, тим більше, що вона отримувала завше блискучі словесні перемоги на турнірах з меншовиками. Мені в цей час довелося покласти на себе частину „брудної“ роботи, Згодом Серафима Іллівна стала зникати ледь не на цілі тижні, і мені доводилося виконувати роль редактора і передовика (тобто автора передових статей)».
Якийсь час був співробітником ЧК. 1922 року ним написано передмову до прижиттєвого видання книги Г. Уелса «Росія в імлі».
У 1928 році Равич-Черкаський завідував відділом національних літератур Державного видавництва художньої літератури в Москві. Знавець єврейської літератури. Потім — викладач робітничого факультету при Харківському технологічному інституті.
Равич-Черкаський — перший офіційний історик КП(б)У («История Коммунистической Партии (б.) Украины», 1923), автор теорії про «подвійне походження» КП(б)У з російських соціал-демократів та з українських соціал-демократів й соціал-революціонерів, яка визнавалася офіційною до 1932 року.
Редактор важливих збірок документів з історії робітничого, соціалістичного й комуністичного руху в Україні, зокрема: «Первый съезд КП(б)У» (1923), «Марксизм и национальный вопрос» (1923), «Ленин и национальный вопрос» (1924), «Южно-русские рабочие союзы» (1925), «Революция и КП(б)У в материалах и документах» (1926), «Ленінізм у нац. і колоніальному питанні» (1930); статті та спогади в журналах «Червоний Шлях», «Літопис Революції» й ін.
У 1932—1933 роках проходив як фігурант у справі опозиційної групи в ВКП (б) — «Союзу марксистів-ленінців» (група Рютіна), був виключений з партії як «носій злочинних троцькістських ідей» і заарештований. У 1932 році виключений з партії, як активний учасник «Спілки марксистів-ленінців» (група Рютіна), та взятий під варту. В січні 1935 року висланий до міста Чердинь Пермської обл. Заарештований 7 червня 1936 р. та засуджений 27 липня 1936 р. до п'яти років позбавлення волі.
Подальша доля невідома.